# 黃志強 (導演)
黃志強（英語：Kirk Wong，1949年3月28日—），香港電影導演，為香港新浪潮導演之一，擅長拍攝動作電影和警匪電影。黃志強入行前在英國修讀電影，回港後於70年代末曾加入TVB任幕後，1981年首執導筒拍攝《舞廳》，1998年在好莱坞拍攝的電影《無字頭4殺手》（The Big Hit）在美國获取成功，拍攝的香港電影如《打擂台》、《重案組》和《重案實錄O記》也獲得世界各地部分影迷的喜愛。
黃志強的兒子黄中慧亦曾修讀電影專業，並曾一同在北京合作電影拍攝。

## 執導作品
- 1981年：舞廳
- 癲佬（未完成）
- 1983年：打擂台
- 1984年：鴻運當頭
- 1986年：英雄正傳
- 1988年：天羅地網
- 1992年：買起曼哈頓
- 1993年：重案組
- 1994年：重案實錄O記
- 1994年：省港一號通緝犯
- 1998年：無字頭4殺手
- 2013年：異能戰士

## 演出作品
- 龍在江湖 (1986)飾 劉督察
- 至尊無上 飾 警察（客串角色）
- 賭俠 飾 C.N.戴（客串角色）
- 濟公 飾 袁霸天（九世惡人）
- 返老還童 飾 警察
- 富貴兵團 飾 二番（日本漢奸）
- 省港旗兵續集 飾 祥興 (黑社會大佬)
- 省港旗兵第三集 飾 良哥 (黑社會大佬)

## 获奖记录
| 年份   | 頒獎典禮             | 獎項     | 影片       | 結果 |
| ------ | -------------------- | -------- | ---------- | ---- |
| 1984年 | 第3届香港电影金像奖  | 最佳导演 | 《打擂台》 | 提名 |
| 1984年 | 第3届香港电影金像奖  | 最佳摄影 | 《打擂台》 | 提名 |
| 1994年 | 第13屆香港电影金像奖 | 最佳导演 | 《重案組》 | 提名 |